# بلو إدواردز
بلو إدواردز (بالإنجليزية: Blue Edwards)‏ مواليد 31 أكتوبر 1965 في واشنطن العاصمة، هو لاعب كرة سلة أمريكي سابق بدأ مسيرته الاحترافية في سنة 1989 وحمل الرقم 30 و32. يبلغ طوله 6 قدم 4 بوصة (1.9 م). اعتزل اللعب في 2001.

## روابط خارجية
- بلو إدواردز على موقع إن بي أي (الإنجليزية)
- بلو إدواردز على موقع سبورتس رفرنس (الإنجليزية)
- بلو إدواردز على موقع كرة السلة الأوروبية.كوم (الإنجليزية)
- بلو إدواردز على موقع كلية كرة السلة في سبورتس رفرنس.كوم (الإنجليزية)
- بلو إدواردز على موقع ريلجم (الإنجليزية)
- بلو إدواردز على موقع بروبوليرز (الإنجليزية)
- بلو إدواردز على موقع سبورتس رفرنس (الإنجليزية)